# Glacier Meren
Pour les articles homonymes, voir Meren.
Le glacier Meren était un glacier qui se trouvait en Indonésie, sur la face Sud-Ouest du Nga Pulu. Autrefois partie intégrante de la calotte glaciaire qui recouvre le Puncak Jaya et les sommets voisins, il a entièrement fondu entre 1994 et 2000.

## Caractéristiques

Carte animée montrant le recul de la calotte glaciaire du Puncak Jaya au cours de la période 1850-2003.

Avant sa disparition, le glacier Meren était un des deux seuls glaciers de vallée avec le glacier Carstensz à proximité du Puncak Jaya, le point culminant de l'Indonésie et de l'Océanie. Il se trouvait sur la face Sud-Ouest du Nga Pulu et constituait le prolongement du névé du mur nord, un autre glacier. Mesurant environ 2 000 mètres de longueur, il culminait à environ 4 800 mètres d'altitude et son front glaciaire se situait dans la vallée de Meren, à environ 4 300 mètres d'altitude au début des années 1970. Ses eaux de fonte alimentaient de nombreux petits lacs qui donnent naissance à la rivière Aghawagon.
La surface du glacier Meren, notamment au niveau de sa zone d'ablation, était couverte d'une cryovégétation composée d'algues appartenant à la division des chlorophytes telles que Chlamydomonas antarcticus, Chlorosphaera antarctica, Mesotaenium berggrenii, Scotiella antarctica, Scotiella nivalis et Scotiella norvegica var. carstenszis ainsi que de bactéries appartenant à la division des cyanophytes telle que Nostoc fuscescens var. carstenszis. Ces micro-organismes, qui sont encore présents sur les autres glaciers voisins notamment le glacier Carstensz, formaient des associations créant des amas cellulaires de taille centimétrique colorés en brun ou en jaune-marron.

## Histoire
Au début des années 1970, le glacier Meren constituait encore le prolongement du névé du mur nord, une des reliques de l'ancienne calotte glaciaire qui recouvrait le Puncak Jaya et les sommets voisins. À cette époque, son recul est déjà observé puisque depuis 1936, son front glaciaire a reculé de 1 375 mètres, perdant une centaine de mètres en altitude pour culminer à environ 4 300 mètres, et sa surface a diminué de 0,9 km2 pour passer à 1,9 km2,. En 1994, le glacier s'est séparé de sa zone d'accumulation pour finalement disparaître totalement entre cette date et 2000 où il n'apparait plus sur les images satellites.